# Список президентов Родезии
Президент Родезии (англ. President of Rhodesia) — формальный глава непризнанного государства Родезия. Должность была учреждена в 1970 году, когда Родезия провозгласила себя республикой.
Данный список включает в себя президентов Родезии (1970—1979), а также единственного администратора правительства, функции которого совпадали с президентскими в период, когда Родезия де-юре оставалась доминионом Великобритании (1965—1970), и единственного президента государства Зимбабве-Родезия, провозглашённого в процессе внутреннего урегулирования конфликта между белой и чёрной общинами страны.
Всего пост президента Родезии занимали два человека, ещё двое были исполняющими обязанности. Все они являлись белыми людьми британского происхождения. Как и сама Родезия, её президенты не обладали международно-правовым признанием. Поскольку Родезия являлась парламентской республикой, президент являлся церемониальной фигурой, реальной же властью обладал премьер-министр Ян Смит.

## История должности
11 ноября 1965 года возглавляемое Яном Смитом правительство Родезийского фронта, основываясь на результатах референдума о независимости Южной Родезии (был проведён 5 ноября 1964 года), провозгласило одностороннюю декларацию независимости страны от Соединенного Королевства. Губернатор Южной Родезии Сэр Хамфри Гиббс, немедленно распустил возглавляемый Яном Смитом кабинет министров, что было проигнорировано Смитом, заявившим о введении в действие новой конституции, в которой должность губернатора была заменена должностью администратора правительства, на которую был назначен заместитель премьер-министра Клиффорд Дюпон.
В первое время Ян Смит стремился сохранить Родезию в составе Содружества с Елизаветой II как королевой и главой государства Родезии, однако позже решил разорвать конституционные связи с Великобританией, провозгласив страну республикой 2 марта 1970 года, после чего Клиффорд Дюпон занял пост её президента. После ухода Дюпона в отставку из-за плохого состояния здоровья в 1975 году, в 1976 году президентом был избран Джон Врэтхолл, скончавшийся в должности в 1978 году.
В 1979 году в Родезии было достигнуто внутреннее урегулирование конфликта между белой и чёрной общинами страны. 1 июня 1979 года было создано правительство чёрного большинства, а страна переименована в Зимбабве-Родезию. Её президентом был избран Джозиа Зион Гумеде. Зимбабве-Родезия так же не получила международного признания, и 12 декабря 1979 года Великобритания возобновила колониальный контроль над ней в соответствии с решениями Ланкастерхаузской конференции. 18 апреля 1980 года была провозглашена независимость Зимбабве.

## Список президентовРодезии
| №                                   | Президент                           | Президент                                                      | Начало полномочий                   | Окончание полномочий                | Партия                              |
| администратор правительства Родезии | администратор правительства Родезии | администратор правительства Родезии                            | администратор правительства Родезии | администратор правительства Родезии | администратор правительства Родезии |
| ----------------------------------- | ----------------------------------- | -------------------------------------------------------------- | ----------------------------------- | ----------------------------------- | ----------------------------------- |
| и. о.                               |                                     | Клиффорд Уолтер Дюпон (1905—1978) англ. Clifford Walter Dupont | 11 ноября 1965                      | 20 декабря 1965                     | Родезийский фронт                   |
| А                                   | 20 декабря 1965                     | Клиффорд Уолтер Дюпон (1905—1978) англ. Clifford Walter Dupont | 2 марта 1970                        |                                     | Родезийский фронт                   |
| президент Родезии                   |                                     |                                                                |                                     |                                     |                                     |
| и. о.                               |                                     | Клиффорд Уолтер Дюпон (1905—1978) англ. Clifford Walter Dupont | 2 марта 1970                        | 16 апреля 1970                      | Родезийский фронт                   |
| 1                                   | 16 апреля 1970                      | Клиффорд Уолтер Дюпон (1905—1978) англ. Clifford Walter Dupont | 31 декабря 1975                     |                                     | Родезийский фронт                   |
| и. о.                               |                                     | Генри Бредон Эверард (1897—1980) англ. Henry Breedon Everard   | 31 декабря 1975                     | 14 января 1976                      | Родезийский фронт                   |
| 2                                   |                                     | Джон Джеймс Врэтхолл (1913—1978) англ. John James Wrathall     | 14 января 1976                      | 31 августа 1978                     | Родезийский фронт                   |
| и. о.                               |                                     | Генри Бредон Эверард (1897—1980) англ. Henry Breedon Everard   | 31 августа 1978                     | 1 ноября 1978                       | Родезийский фронт                   |
| и. о.                               |                                     | Джек Уильям Пити (1903—?) англ. Jack William Pithey            | 1 ноября 1978                       | 5 марта 1979                        | Родезийский фронт                   |
| и. о.                               |                                     | Генри Бредон Эверард (1897—1980) англ. Henry Breedon Everard   | 5 марта 1979                        | 1 июня 1979                         | Родезийский фронт                   |

## ПрезидентЗимбабве-Родезии
| № | Президент | Президент                                               | Начало полномочий | Окончание полномочий | Партия                                      |
| - | --------- | ------------------------------------------------------- | ----------------- | -------------------- | ------------------------------------------- |
| Б |           | Джозиа Зион Гумеде (1919—1989) англ. Josiah Zion Gumede | 1 июня 1979       | 12 декабря 1979      | Объединённый африканский национальный совет |